# Ibaiondo
Ibaiondo és un districte de Bilbao. Té una superfície de 96,49 kilòmetres quadrats i una població de 57.340 habitants (2008).

## Situació
Limita al nord amb el districte d'Uribarri, a l'oest amb el districtes d'Abando i Errekalde a l'est amb Begoña i al sud amb Arrigorriaga i Alonsotegi. La ria de Bilbao el travessa d'est a oest, entre els barris d'Atxuri i Zazpikaleak al marge dret i Bilbo Zaharra i San Frantzisco a l'esquerra.

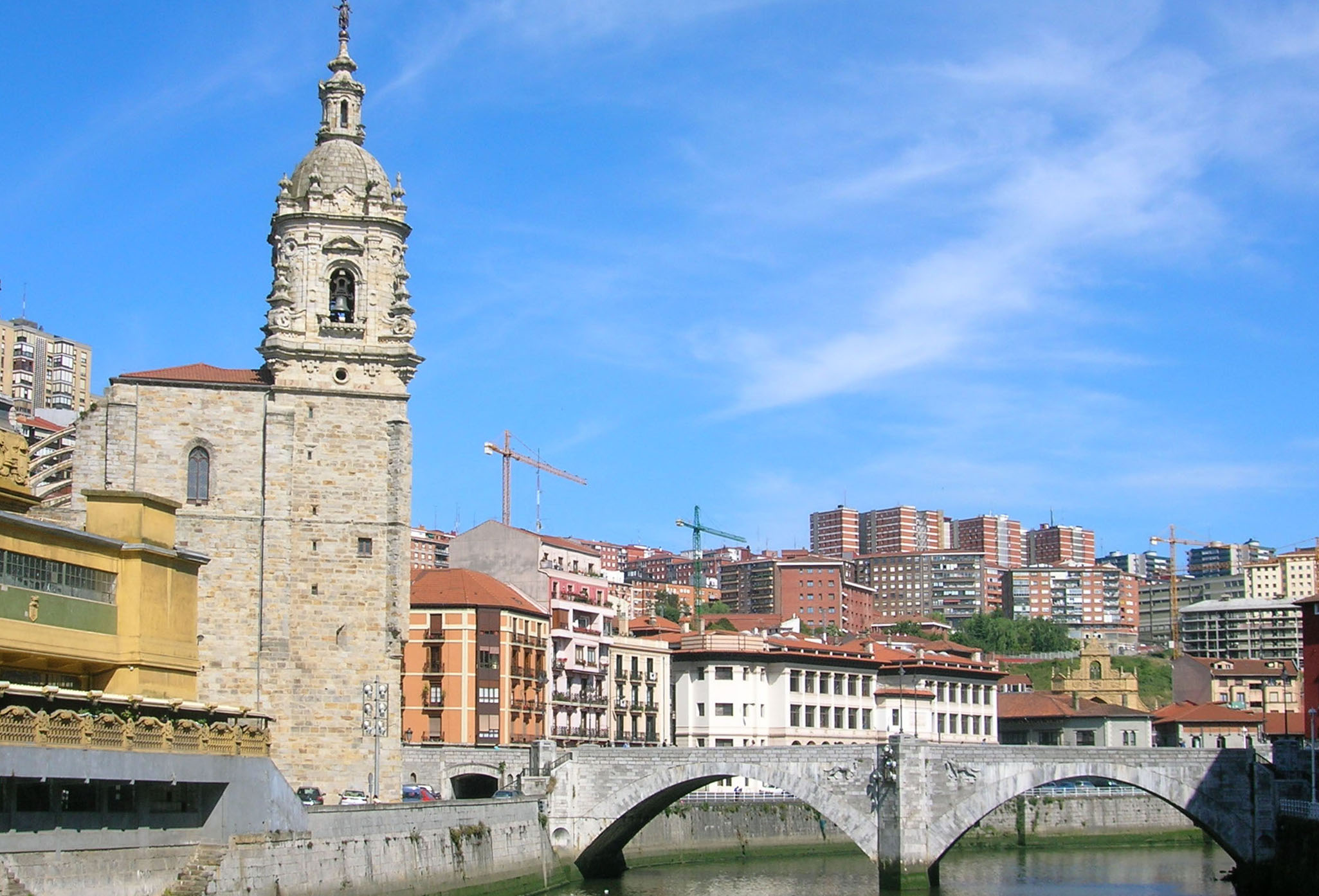
Església i pont de San Antón sobre la ria. Darrere, Atxuri i dalt, Santutxu.

## Barris
Comprèn els barris d'Atxuri, Bilbo Zaharra, San Frantzisko, Zabala, Zazpikaleak, Solokoetxe, Iturrialde, Abusu/La Peña, Miribilla i San Adrian. Al districte s'hi troba el nucli originari de la vila, el Casco Viejo o Set Carrers (Zazpi kaleak, en basc), on se situen els edificis més antics de la capital, incloses la catedral de Santiago i l'església de San Antón, ambdues construïdes al voltant del segle xv. En l'actualitat el districte conjuga aquesta zona medieval amb altres de més recent inauguració, com Mirabilla, al barri de Bilbo Zaharra, les obres de la qual d'urbanització van començar en 1999 i van finalitzar dos anys després.

## Transport públic
- En tren:

Renfe: Estacione Abando i Zabalburu
Feve: Estació de la Concordia (C/Bailén, 2)
Euskotren: Estació d'Atxuri
- En tramvia: Estación d'Atxuri
- En metro: Estació d'Abando
- En cotxe: Parking Abando. C/Particular del Norte